# Tafarn-y-Bwlch Stones
Die Tafarn-y-Bwlch Stones (auch Waun Mawn Stones genannt) stehen westlich vom Weiler Tafarn-y-Bwlch an einem alten Pass durch die Preseli Hills bei Brynberian in Pembrokeshire in Wales.
Das Steinpaar ist Teil des Talfarn-y-Bwlch-Komplexes, zu dem die Steinreihe Troed y rhiw und die Menhire Waun Mawn Nord und Nordost gehören, die möglicherweise gemeinsame Reste des Steinkreises Waun Mawn sind, etwa 40 m entfernt.
Die beiden nach Norden geneigten Menhire des Steinpaares, jeder 1,3 m hoch, wurden auch als Reste einer Grabkammer angesehen. Der östliche Stein ist spitz und der westliche abgerundet. Es ist ungewöhnlich, ein Steinpaar nur 0,9 m voneinander entfernt zu finden.
Bei der aufgegebenen Talfarn y Bwlch Farm liegen Hunderte von riesigen, glazial geglätteten und facettierten Felsbrocken. Es sind fast alle Dolerite und Gabbros, von denen einige 20 Tonnen wiegen.
Die Tafarn-y-Bwlch Stones sind als Scheduled Monument geschützt.